# 平壤金星学院

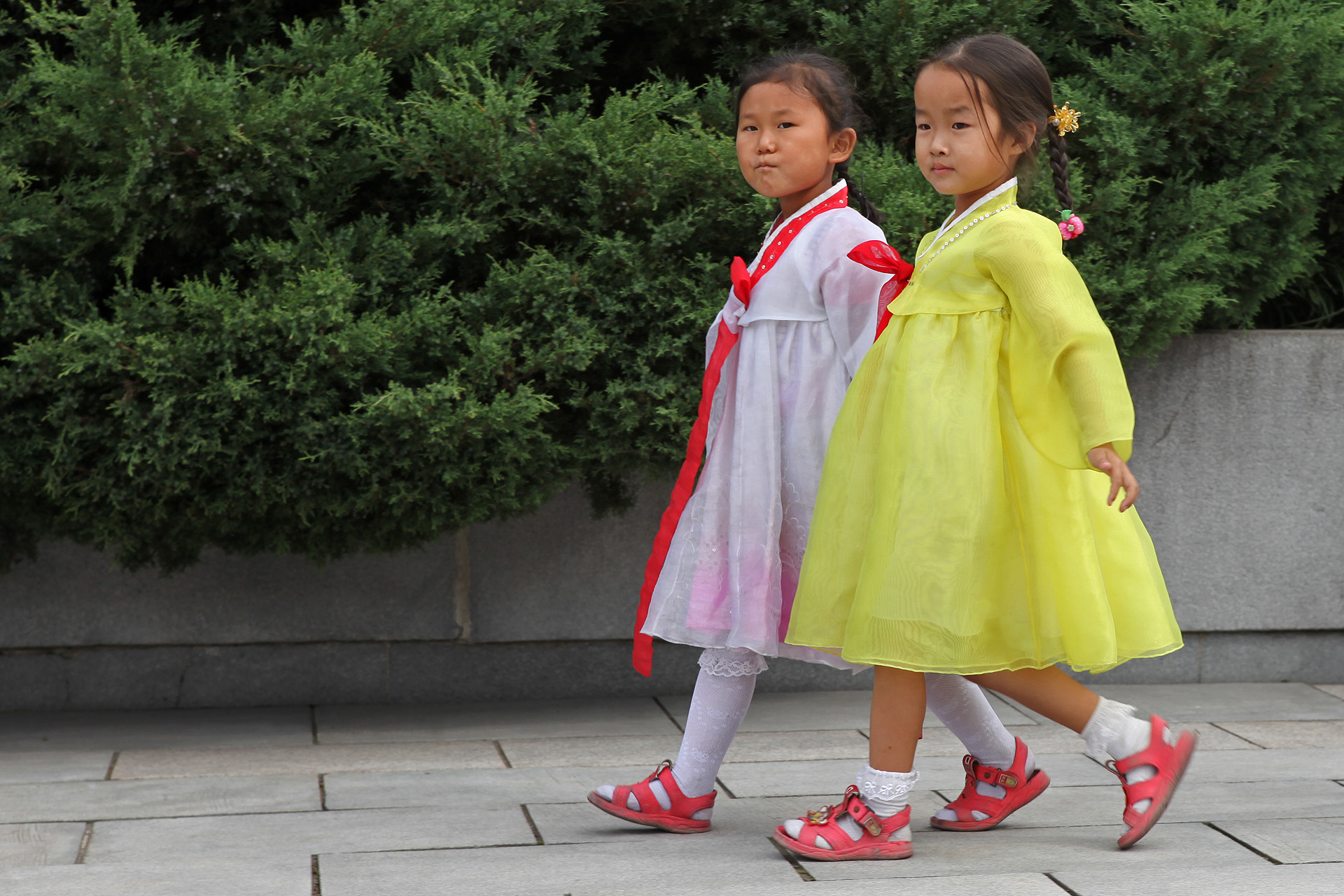
金星洞路上的金星学院生

金星学院位于朝鲜平壤市万景台区金星洞，在1966年11月开办。专门招生有突出才能的少年儿童，并向艺术团体输送人才。自2001年起，设立电脑学院，从而成为全国电脑教育基地。